# 許継祥
許 継祥（きょ けいしょう）は、中華圏の人名。中華民国において同姓同名の2人の著名人が存在する。
- 許継祥 (福建) - 中華民国の軍務官僚（海軍）。本記事において詳述する。
- 許継祥 (江蘇) - 中華民国の講談師（1899 - 1943）。

許 継祥（きょ けいしょう、生年不詳 - 1942年 〈民国31年〉4月8日） は、中華民国の軍務官僚（海軍）。北京政府・護法軍政府・国民政府で海軍官僚として活動し、中国国民党にも加入している。晩年は南京国民政府（汪兆銘政権）に参加した。字は作屏、翦屏、翥屏。

## 事績
福州華英学院を卒業。辛亥革命が勃発すると許継祥は革命派に参加し、1911年（宣統3年）11月に上海の滬軍都督府で顧問官に任ぜられた。
中華民国成立直後の1912年（民国元年）9月8日、許継祥は北京政府で海軍副官に任命される。海軍総執法官、海軍部視察を経て1914年（民国3年）7月20日、海軍部軍法司司長となった。同年5月25日には海軍上校の位を授与されている。
護法運動が開始されると、許継祥は南下して孫文（孫中山）らの護法軍政府に参加し、1917年（民国6年）9月14日、大元帥府参議に任命された。後に北京政府へ復帰すると、1922年（民国11年）4月21日に海道測量局局長署理となり、1925年（民国14年）7月23日に全国海岸巡防処処長も兼任している。また、1923年（民国12年）1月19日に海軍少将の位を授与された。
1927年（民国16年）3月26日、許継祥は北京政府の各職を辞任し、国民政府に転じた。1928年（民国17年）12月26日、軍政部海軍署海政司司長署理となり、 1930年（民国19年）2月、海軍部の成立・改組を経て海政司司長に正式任命された。その後、1938年（民国27年）1月に海軍部が改組されて海軍総司令部となるまで、一貫して許継祥はこの地位に留まった。1936年（民国25年）9月、海軍少将の位を授与されている。
1940年（民国29年）3月30日の汪兆銘政権の成立とともに、許継祥は海軍部常務次長に任命された。翌1941年（民国30年）には軍事参議院参議にも任命された。1942年（民国31年）4月8日、在職のまま死去。

## 注
1. 1 2 3 4 5 6  劉国銘主編（2005）、580頁。
2. 1 2  劉寿林ほか編（1995）、1067頁。
3. 1 2 3  徐主編（2007）、1693頁。
4. ↑  藤田編(1986)、55頁。
5. 1 2 3  中華民国政府官職資料庫「姓名：許繼祥」
6. ↑  1924年（民国13年）1月19日に正式任命。
7. ↑  軍需署営造司司長
8. 1 2  徐主編（2007）、1694頁。
9. ↑  劉寿林ほか編（1995）、468-470頁。
10. ↑  「福州籍将領名表」福建省情資料庫（福建省地方志編纂委員会ホームページによる。
11. ↑  国民政府令、民国29年3月30日（『国民政府公報』（南京）第1号、民国29年4月1日、国民政府文官処印鋳局、10頁。
12. ↑  なお、このために重慶の中国国民党からは永久除名（原文「永遠開除党籍」）処分を受けている（『中央党務公報』（重慶）第2巻第29期、民国29年7月27日、6-103頁）。
13. ↑  劉寿林ほか編（1995）、1067頁。